# Долбилова (Тюменская область)
Долбилова — деревня в Тобольском районе Тюменской области, входит в состав Карачинского сельского поселения.
Находится на  берегу реки Рычкова. 

## Население
| 2010 |
| ---- |
| 12   |